# Atlanta Soccer Club
El Atlanta Soccer Club es un equipo de fútbol con base en Atlanta, Georgia, Estados Unidos que juega en la National Independent Soccer Association. Fue fundado en 2007 como Atlanta FC, y fue el segundo equipo del Atlanta Silverbacks desde 2011 hasta 2016, cuando los Silverbacks quebraron y tomaron su nombre para el primer equipo.
El 4 de enero de 2019 el club rompió sus relaciones con el Atlanta Silverbacks Park, su estadio, y fue refundado como Atlanta Soccer club.
Juega sus encuentros de local en la escuela superior St. Francis en Alpharetta, Georgia.

## Estadios
- Hoskyn Stadium en Riverwood International Charter School, Sandy Springs, Georgia. (2008-2010)
- Atlanta Silverbacks Park en Atlanta, Georgia. (2011-2018)
- Escuela superior St. Francis en Alpharetta, Georgia. (2019-)

## Resultados
| Año                          | División     | Liga         | Temporada regular         | Playoffs            | Open Cup      |
| Atlanta FC                   | Atlanta FC   | Atlanta FC   | Atlanta FC                | Atlanta FC          | Atlanta FC    |
| ---------------------------- | ------------ | ------------ | ------------------------- | ------------------- | ------------- |
| 2008                         | 4            | NPSL         | 1.°, Southeast            | Cuartos de final    | No clasificó  |
| 2009                         | 4            | NPSL         | 2.°, Southeast            | No clasificó        | Primera ronda |
| 2010                         | 4            | NPSL         | 5.°, Southeast            | No clasificó        | No clasificó  |
| Atlanta Silverbacks Reserves |              |              |                           |                     |               |
| 2011                         | 4            | NPSL         | 4.°, Southeast            | No clasificó        | No clasificó  |
| 2012                         | 4            | NPSL         | 2.°, South-Southeast-East | No clasificó        | No clasificó  |
| 2013                         | No participó | No participó | No participó              | No participó        | No participó  |
| 2014                         | 4            | NPSL         | 2.°, Southeast            | Semifinal Southeast | No clasificó  |
| 2015                         | 4            | NPSL         | 2.°, Southeast            | Final regional      | No clasificó  |
| Atlanta Silverbacks FC       |              |              |                           |                     |               |
| 2016                         | 4            | NPSL         | 2.°, Southeast            | Semifinal Southeast | Primera ronda |
| 2017                         | 4            | NPSL         | 2.°, Southeast            | Semifinal Southeast | Segunda ronda |
| 2018                         | 4            | NPSL         | 2.°, Southeast            | Semifinal regional  | No clasificó  |
| Atlanta SC                   |              |              |                           |                     |               |
| 2019                         | 4            | NPSL         | 6.°, Southeast            | No clasificó        | No clasificó  |
| 2019                         | 3            | NISA         | 3.°, Este                 | No clasificó        | No clasificó  |

## Organigrama deportivo

### Entrenadores
- Ricardo Montoya (2008-2012)
- Alejandro Pombo (2014-2015)
- Jacenir Silva (2016)
- Phoday Dolleh (2017)
- Roberto Neves (2018-presente)

## Palmarés
| Competición nacional                 | Títulos           | Subcampeonatos |
| ------------------------------------ | ----------------- | -------------- |
| National Premier Soccer League (1/0) | 2008 (Southeast). |                |